# Christian Cage
William Jason Reso (30 de noviembre de 1973) es un luchador profesional y actor canadiense que actualmente trabaja para All Elite Wrestling bajo el nombre de Christian Cage. También es conocido por su trabajo en la WWE bajo el nombre de Christian. 
En sus inicios Reso luchó en promociones canadienses independientes. Durante su tiempo en estas promociones, compitió en luchas individuales y por equipos con Edge, su hermano en kayfabe. En 1998, Reso firmó un acuerdo de desarrollo con la World Wrestling Federation (WWF) y comenzó a competir para la compañía el año siguiente. Luego de firmar con la WWF, Reso debutó (bajo el nombre de Christian) y ganó su primer título con la empresa, el Campeonato Peso Ligero de la WWF. Él y Edge ganaron el Campeonato en Parejas de la WWF en siete ocasiones diferentes. Durante este tiempo, ganaron notoriedad en la división por parejas, en parte debido a su participación en luchas Tables, Ladders & Chairs. En 2001, el equipo se separó.
En el 2005, Reso firmó con Total Nonstop Action Wrestling. Allí ganó el Campeonato Mundial Peso Pesado de la NWA en febrero de 2006 y en enero de 2007. Reso dejó la TNA a finales de 2008 y volvió a firmar con la ahora llamada WWE. En abril de 2009, Reso ganó el Campeonato de la ECW, el cual iba a ganar una vez más en julio del mismo año. Se convirtió en Campeón de la ECW más largo en la era de la WWE. Posteriormente fue a la marca SmackDown, ganando el Campeonato Mundial Peso Pesado en dos ocasiones en 2011. Para sorpresa de muchos, en 2021, y tras un retiro de 7 años, Reso se desligó de la WWE una vez más para adentrarse en All Elite Wrestling, donde ganó el Campeonato Mundial de Impact, producto de una alianza entre AEW e Impact Wrestling.
En general, Reso ha ganado 24 campeonatos oficiales entre la WWE, Impact Wrestling y AEW.
Ha sido 7 veces Campeón Mundial al ser dos veces Campeón Mundial Peso Pesado de la NWA, dos veces Campeón de la ECW, dos veces Campeón Mundial de Peso Pesado y una vez Campeón Mundial de Impact. Además de ser una vez Campeón Peso Ligero de la WWF, una vez Campeón Hardcore de la WWF, una vez Campeón Europeo de la WWF, cuatro veces Campeón Intercontinental de la WWF/E, nueve veces Campeón Mundial en Parejas y dos veces Campeón TNT de AEW. Además de estos logros, Reso es un Campeón de Triple Corona y Gran campeón.

## Carrera

### Inicios
En septiembre de 1994, Reso se enroló en la escuela de lucha libre de Ron Hutchinson. Uno de sus primeros nombres artísticos, Christian Cage, es una combinación de los nombres de los actores Christian Slater y Nicolas Cage. En junio de 1995, Christian hizo su debut como luchador frente a Keith Assoun en un combate que finalmente acabó en empate. En 1997, Christian formó parte del stable Thug Life, el cual estaba formado por Joe E. Legend, Zakk Wyld, Rhino Richards y Sexton Hardcastle. Tras esto Christian, comenzó a formar pareja con Hardcastle, con quien consiguió numerosos campeonatos en Estados Unidos, Canadá y Japón.

### World Wrestling Federation / Entertainment (1998-2005)

#### 1998-1999

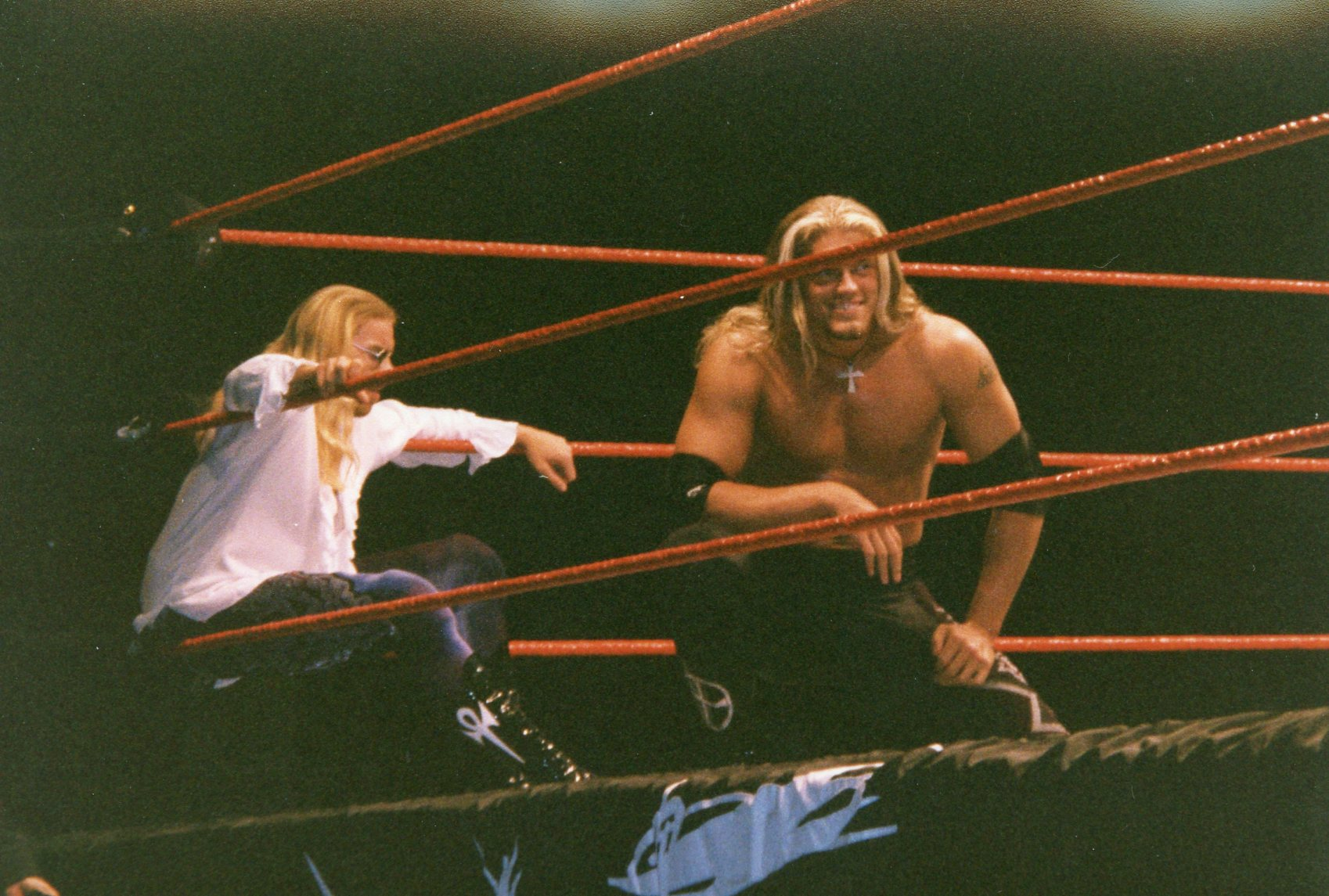
Christian (izq.) con Edge en sus vestimentas de The Brood, que usaron junto con símbolos góticos.

En 1998, Christian recibió una invitación de la World Wrestling Federation (WWF) para ser entrenado por Dory Funk, Jr. en su dojo. Tras completar el entrenamiento con Dory Funk, Christian firmó un contrato con la WWF. Hizo su primera aparición durante el evento In Your House 24: Breakdown como aliado de Gangrel, con quien intervino en el combate entre Edge y Owen Hart. El 18 de octubre, durante su primer combate, Christian consiguió el Campeonato Peso Ligero de la WWF después de derrotar a TAKA Michinoku pero lo perdió el 17 de noviembre frente a Gillberg. Finalmente, Gangrel y Christian convencieron a Edge para que se aliase con ellos y juntos formaron un stable conocido como The Brood, el cual fue secuestrado por el stable Ministry of Darkness, quien convenció a The Brood para que se aliase con ellos. En mayo de 1999, The Brood se separó de Ministry of Darkness después de que Christian fuese atacado por Ken Shamrock.
Tras un corto feudo con The Ministry of Darkness, The Brood inició un nuevo feudo con The Hardy Boyz pero, sin embargo, Gangrel traicionó a Edge y Christian y formó un nuevo grupo llamado The New Brood junto con The Hardy Boyz. Tras la separación de The New Brood, Edge y Christian continuaron su feudo con The Hardy Boyz, frente a quien se enfrentaron en No Mercy en un Ladder match por los servicios de Terri Runnels como mánager, pero fueron derrotados. Posteriormente, en Survivor Series y Armageddon, participaron en combates en parejas, sin lograr la victoria.

#### 2000-2001

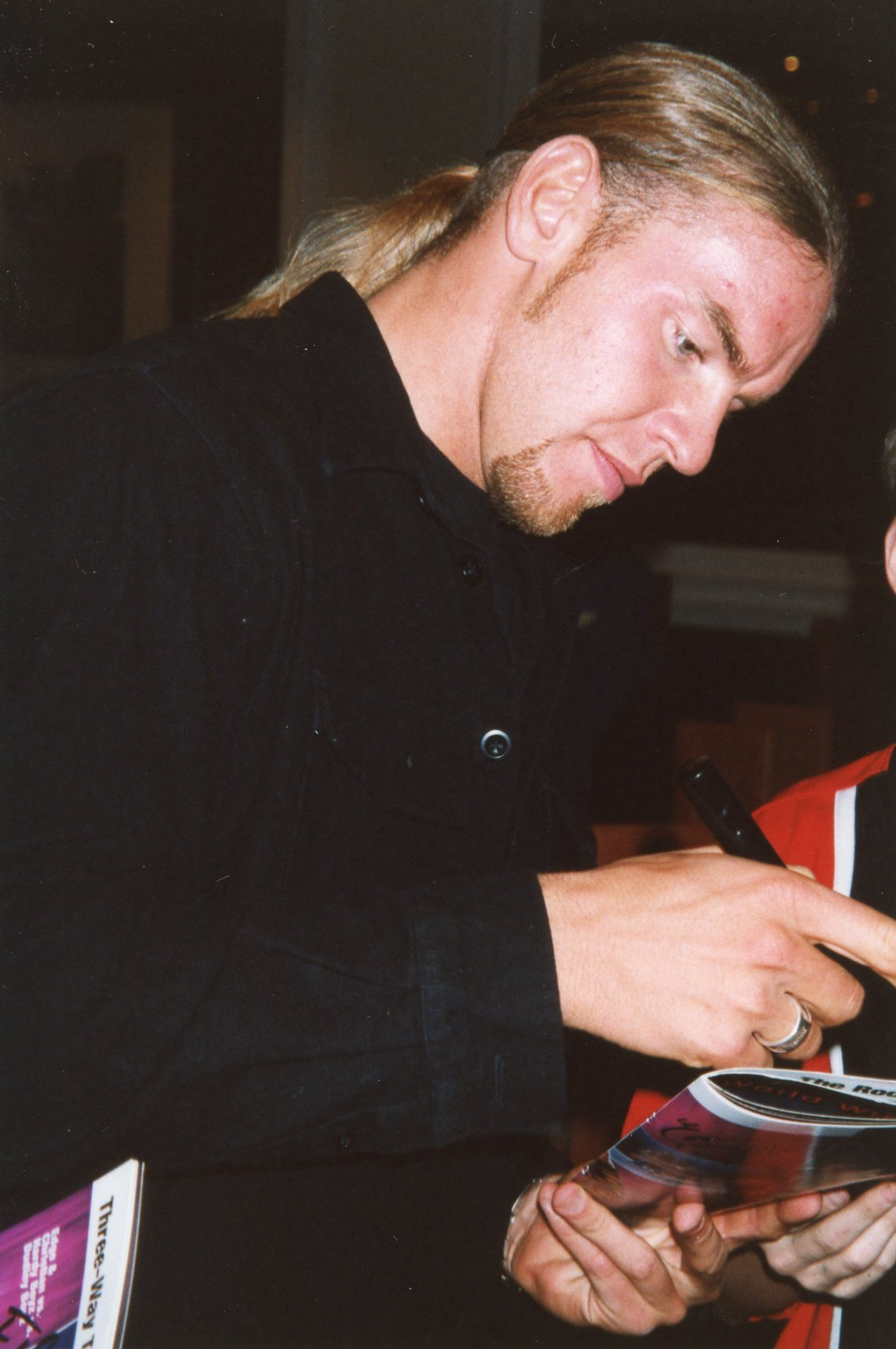
Christian firmando autógrafos en 1999.

En Royal Rumble 2000, Christian entró cuarto pero fue eliminado por Rikishi. En WrestleMania 2000, Edge & Christian consiguieron el Campeonato Mundial en Parejas tras derrotar a los Hardy Boyz y a los Dudley Boyz en un combate TLC. En Backlash, Edge y Christian lograron retener el Campeonato frente a D-Generation X pero lo perdieron el 29 de mayo frente a Too Cool. Tras esto, se enfrentaron a The Hardy Boyz y a Too Cool en Insurrextion y en Judgment Day, respectivamente, donde fueron derrotados en ambos casos. Posteriormente, Edge & Christian hicieron equipo con Kurt Angle, formando el Team ECK y tuvieron un feudo con Too Cool, el cual acabó en King of the Ring, cuando Edge & Christian ganaron el Campeonato Mundial en Parejas tras derrotar a Too Cool, The Hardy Boyz y a Test & Albert en un Four Corners Elimination match. Tras retener el campeonato en Fully Loaded frente a The Acolytes y en SummerSlam frente a The Hardy Boyz y a The Dudley Boyz, Edge y Christian perdieron el campeonato frente a The Hardy Boyz en Unforgiven pero lo recuperaron frente a los mismos en No Mercy. Sin embargo, un día después, volvieron a perder los campeonatos tras ser derrotados nuevamente por The Hardys. Posteriormente, en Survivor Series y Rebellion, participaron en combates en parejas, sin lograr la victoria.

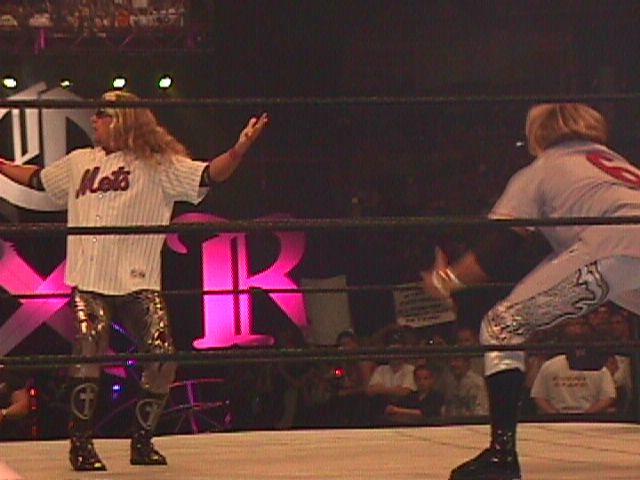
Christian (derecha) y Edge en King of the Ring 2000 realizando su "pose de cinco segundos."

En Armageddon, Edge y Christian ganaron el Campeonato Mundial en Parejas tras derrotar a los Dudley Boyz, Right To Censor y a Road Dogg y K-Kwik en un Fatal Four-Way Match pero los perdieron el 18 de diciembre frente a The Rock y The Undertaker. Sin embargo, el 21 de diciembre, Edge y Christian volvieron a ganar los campeonatos tras derrotar a los mismos.
En el evento Royal Rumble 2001, Edge & Christian perdieron el Campeonato Mundial en Parejas frente a los Dudley Boyz y posteriormente la revancha en No Way Out, pero los recuperaron en WrestleMania X-Seven tras derrotar a The Hardy Boyz y The Dudley Boyz en un Tables, Ladders and Chairs match. Sin embargo, el 19 de abril, Edge & Christian perdieron los campeonatos frente a Brothers of Destruction.
Participó en el torneo King of the Ring, donde derrotó a The Big Show en los cuartos de final pero fue derrotado por Kurt Angle en las semifinales. El 3 de septiembre, Christian traicionó a Edge, lo que provocó un feudo entre ellos en torno al Campeonato Intercontinental de Edge. En Unforgiven, Christian ganó dicho campeonato tras derrotar a Edge pero lo perdió un mes más tarde en el evento No Mercy ante el mismo. El feudo entre ambos terminó en Rebellion después de que Edge derrotase a Christian en un Steel Cage match. En la edición del 1 de noviembre de SmackDown (grabada el 30 de octubre), Christian ganó el Campeonato Europeo tras derrotar a Bradshaw, el cual retuvo en Survivor Series frente a Al Snow.

#### 2002–2003

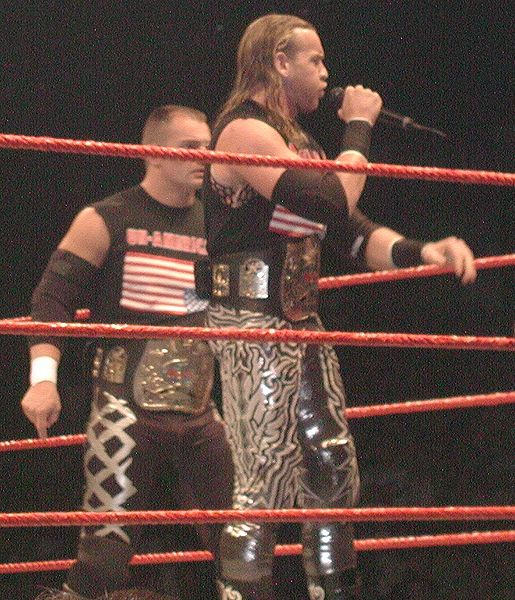
Christian como Campeón Mundial en Parejas de la WWE junto a Lance Storm.

Christian participó en Royal Rumble 2002, donde entró el #13 pero fue eliminado por Steve Austin. En la edición del 31 de enero de SmackDown (grabada el 29 de enero), Christian perdió el Campeonato Europeo tras ser derrotado por Diamond Dallas Page. Tras esto, Christian tuvo una racha de derrotas, lo que le llevó a renunciar a la WWF pero DDP consiguió persuadirlo para que no se marchase. No obstante, Christian traicionó a Page y le retó a un combate por el Campeonato Europeo en WrestleMania X8, donde fue derrotado. Más tarde, esa misma noche, Christian obtuvo el Campeonato Hardcore de la WWF tras derrotar a Mighty Molly pero lo perdió momentos después frente a Maven.
El 20 de junio, Christian formó un stable con Lance Storm, Test y William Regal llamado The Un-Americans. En Vengeance, Christian & Storm ganaron el Campeonato Mundial en Parejas de la WWE tras derrotar a Hulk Hogan & Edge. Tras retener los campeonatos en SummerSlam frente a Booker T & Goldust, The Un-Americans perdieron el Campeonato en Parejas de la WWE el 23 de septiembre frente a The Hurricane & Kane. A la semana siguiente, Christian & Storm fueron derrotados por Randy Orton y Test & Regal fueron derrotados por Rob Van Dam & Tommy Dreamer. Esta serie de derrotas originó la disolución de The Un-Americans. Tras esto, Christian comenzó a hacer pareja con Chris Jericho, con quien ganó el Campeonato Mundial en Parejas el 14 de octubre. Sin embargo, en Armageddon, Christian y Jericho perdieron el campeonato frente a Booker T y Goldust.
En Royal Rumble 2003, participó en la Royal Rumble Match, siendo eliminado por Chris Jericho. Tras esto comenzó a imitar muchos de los gestos de The Rock e inició un nuevo gimmick, durante el cual comenzó a llamar a sus fanes "The Peeps", se autoproclamó "The New People's Champion", se cortó el pelo y comenzó a llevar una nueva vestimenta. En Judgment Day, Christian consiguió el Campeonato Intercontinental tras ganar una Battle Royal, que incluyó a Val Venis, Chris Jericho, Lance Storm, Test, Rob Van Dam, Kane, Goldust y Booker T. Sin embargo, el 7 de junio, Christian perdió el campeonato frente a Booker T, pero lo recuperó el 8 de agosto durante un house show tras derrotar al mismo. Tras retener el campeonato en Unforgiven frente a Jericho y Rob Van Dam, Christian perdió el campeonato frene a Van Dam el 29 de septiembre en un Ladder match. El 8 de diciembre, Christian y Jericho iniciaron un fuedo con Lita y Trish Stratus, a quienes derrotaron en Armageddon en un Battle of the Sexes match. Sin embargo, Jericho comenzó una relación sentimental con Stratus, lo que provocó un feudo entre él y Christian.

#### 2004-2005
Christian comenzó el año participando en el Royal Rumble 2004, pero fue eliminado por Chris Jericho. Durante el mes de febrero continuó su feudo con Jericho, frente a quien se enfrentó en WrestleMania XX, donde consiguió la victoria. Después de dicho combate, Trish Stratus traicionó a Jericho y comenzó una amistad con Christian. En Backlash, Christian y Stratus se enfrentaron a Jericho en un Handicap match, pero no consiguieron la victoria. El 10 de mayo, Christian sufrió una lesión después de un combate con Jericho en un Steel Cage match. Hizo su regreso el 30 de agosto atacando a Jericho y continuando con su feudo, el cual culminó en Unforgiven, donde Jericho consiguió la victoria en un combate por el Campeonato Intercontinental. A mediados de octubre, Christian inició un nuevo feudo con Shelton Benjamin, quien recientemente había conseguido el Campeonato Intercontinental. Tras una serie de combates, Christian se enfrentó a Benjamin en Survivor Series en un combate por el campeonato, pero no consiguió ganar.
Christian comenzó el 2005 enfrentándose junto a Tyson Tomko a Eugene y William Regal en New Year's Revolution por los Campeonatos Mundiales en Parejas, pero fueron derrotados. Tras esto participó en el Royal Rumble 2005, donde entró como #13, pero fue eliminado por Batista quien fue el ganador. En WrestleMania 21 participó en el combate Money in the Bank, donde se enfrentó a Edge, Chris Jericho, Shelton Benjamin, Chris Benoit y Kane, lucha que finalmente fue ganada por Edge. A mediados de 2005, Christian comenzó un feudo con Jericho y con el Campeón de la WWE John Cena. Finalmente, Christian se enfrentó a Cena y a Jericho en Vengeance, pero no consiguió la victoria. Luego fue cambiado en el Draft a Smackdown separándose de Tyson Tomko donde inmediatamente empezó un feudo con Booker T perdiendo contra el en The Great American Bash. Christian continuó su feudo con Booker, viéndose involucrado en otro feudo con el Campeón de los Estados Unidos Chris Benoit por lo que se enfrentó a Benoit, Booker T y Orlando Jordan en una Fatal 4 Way por el Campeonato en No Mercy, siendo derrotado. Luego en varias oportunidades trató de ganar el título, pero no logró ganarlo. Después Christian fue una de las alternativas para luchar en representación de Smackdown contra Edge y Chris Masters en Taboo Tuesday pero finalmente no fue elegido. En octubre, la WWE ofreció a Christian una renovación del contrato, pero él la rechazó, aunque finalmente siguió luchando en la WWE hasta noviembre, donde su última lucha fue el 4 de noviembre siendo derrotado junto a JBL contra Rey Mysterio y Matt Hardy donde el árbitro especial fue Hardcore Holly.

### Total Nonstop Action Wrestling (2005-2008)

#### 2005-2006

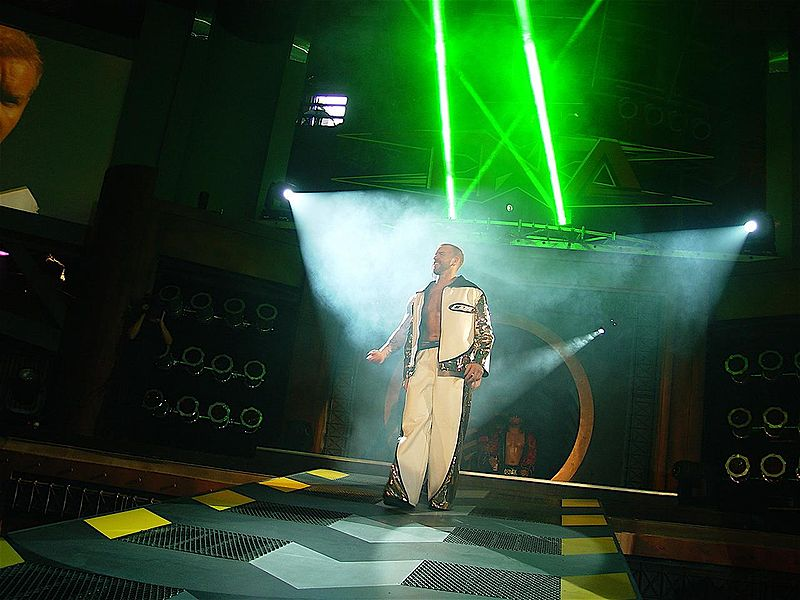
Cage realizando su entrada en TNA.

El 13 de noviembre de 2005, Reso hizo su debut en la Total Nonstop Action Wrestling (TNA) en el evento Genesis bajo el nombre de Christian Cage. Durante dicho evento, Coach Scott D'Amore y Bobby Roode le ofrecieron formar parte del Team Canada. Más tarde, esa misma noche, Cage atacó a D'Amore y Roode, quienes estaban atacando a Rhino, Brother Ray y Brother Devon, estableciéndose como face.
Cage debutó el 19 de noviembre, encarando a Monty Brown, quien reclamaba un combate por el Campeonato Mundial Peso Pesado de la NWA. Como consecuencia, se pactó un combate para ser el contendiente Nº 1 por el campeonato mundial en Turning Point, donde Cage consiguió derrotar a Brown.
El 15 de enero de 2006, en el evento Final Resolution, Cage hizo pareja con Sting para enfrentarse al Campeón Mundial Peso Pesado de la NWA Jeff Jarrett y a Brown, logrando la victoria. Tras esto reclamó un combate por el campeonato mundial de Jarrett, el cual fue pactado para el 12 de febrero en el evento Against All Odds, donde Cage se convirtió en campeón mundial por primera vez en su carrera. Después de eso, tuvo un breve feudo con Monty Brown, al cual derrotó en Destination X el 12 de marzo. Luego tuvo otro feudo con Abyss, a quien derrotó en Lockdown en un Six Sides of Steel match, y en Sacrifice en un Full Metal Meyhem match, logrando retener el campeonato en ambos combates. Sin embargo, el 18 de junio en Slammiversary, Christian perdió el campeonato mundial frente a Jeff Jarret en un King of the Mountain match, en el que también participaron Abyss, Ron Killings y Sting.
El 16 de julio en Victory Road, participó en un combate para ser el contendiente N.º 1 por el campeonato mundial, pero no consiguió ganar. Posteriormente se volvió heel e inició un feudo con Rhino, al cual derrotó en No Surrender y en Bound for Glory. Finalmente, en Turning Point, Christian se enfrentó a Abyss y a Sting por el campeonato mundial, pero no consiguió ganar.

#### 2007

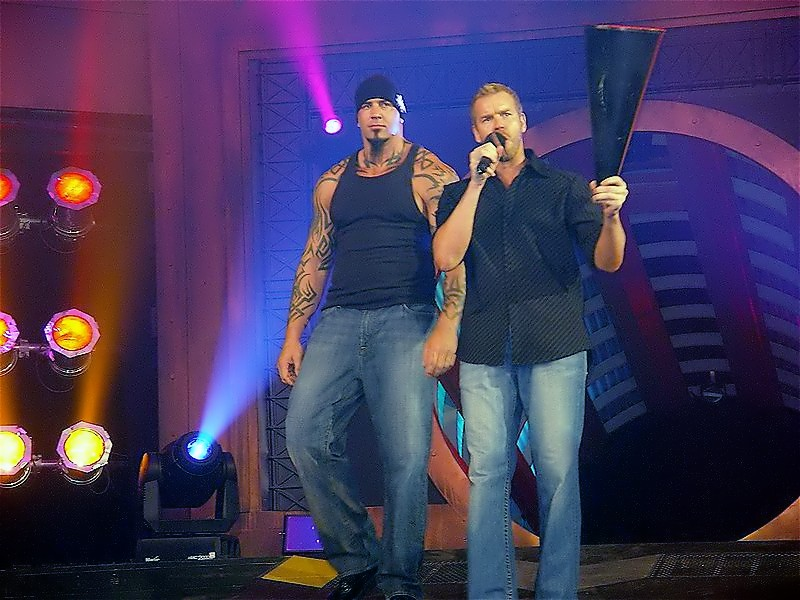
Christian junto a Tomko en TNA.

El 14 de enero de 2007, en el evento Final Resolution, Cage derrotó a Abyss y a Sting, ganando el Campeonato Mundial Peso Pesado de la NWA por segunda vez. Posteriormente fundó su propio grupo, llamado Christian's Coalition (conformado inicialmente por Tomko y Scott Steiner), y tuvo pequeñas rivalidades con Kurt Angle y Samoa Joe por el Campeonato Mundial Peso Pesado de la NWA. Defendió el título contra Angle en Against All Odds y luego contra Joe en Destination X, ganando ambos encuentros. El 15 de abril en Lockdown, el equipo Cage (conformado por AJ Styles, Scott Steiner, Tomko, Abyss y Cage) fue derrotado por el equipo de Angle (Samoa Joe, Rhino, Sting, Jeff Jarrett y Kurt Angle) en un Lethal Lockdown match. El 13 de mayo en Sacrifice, Cage perdió el campeonato en una lucha frente a Kurt Angle y Sting, quedando el título vacante debido al polémico final del combate. El 17 de junio en Slammiversary, participó en el combate para coronar al primer Campeón Mundial Peso Pesado de la TNA frente a Kurt Angle, Samoa Joe, A.J. Styles y Chris Harris, pero no logró ganar.
Cage posteriormente volvió a luchar como Mid-Carder, enfrentándose y derrotando a Chris Harris en Victory Road. El 12 de agosto en Hard Justice, Christian Cage, A.J. Styles y Tomko fueron derrotados por Sting, Abyss y Andrew Martin en una lucha Doomsday Chamber. Tras esto entró en feudo con Samoa Joe, debido a que en la edición del 23 de agosto de iMPACT!, Cage, Styles y Tomko lo atacaron con una silla. Durante las siguientes ediciones de iMPACT!, Cage y Joe se atacaron mutuamente, hasta que en No Surrender se enfrentaron, con victoria por descalificación para Cage. El feudo continuó hasta Bound for Glory, celebrado el 14 de octubre, en donde Joe se hizo con la victoria. A partir de noviembre, Christian participó en el torneo Fight for the Right Tournament por una oportunidad por el título mundial, logrando llegar hasta la final. Aquella final se disputó el 11 de noviembre en el evento Genesis, enfrentando a Kazarian en un Ladder Match, perdiendo el combate. A causa de ello, Cage se asoció con Bobby Roode para luchar contra Kazarian y Booker T en Turning Point, pero fueron derrotados.

#### 2008

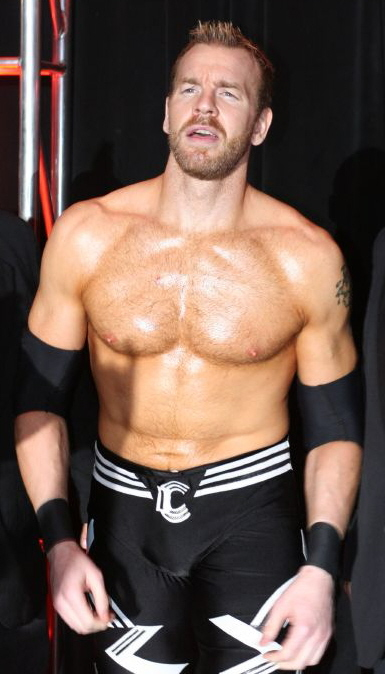
Christian en septiembre de 2008.

El 3 de enero de 2008, Christian venció a Samoa Joe en la clásica lucha Gauntlet for the Gold, convirtiéndose en el retador N.º 1 al campeonato mundial de TNA que estaba en manos de Kurt Angle. La lucha se llevó a cabo el 6 de enero en el evento Final Resolution, pero no consiguió ganar, debido a la traición de Styles, quien se puso del lado de Angle, formando un nuevo grupo, The Angle Alliance. Cage tuvo una revancha contra Angle el 10 de febrero en Aganist All Odds, teniendo a Samoa Joe como árbitro especial. No obstante, una vez más fue derrotado por Angle, debido a la interferencia de Tomko, quien también se unió a The Angle Alliance.
Cage se asoció con Joe y Kevin Nash, formando el equipo The Unlikely Alliance, y en el evento Destination X, derrotaron a la Angle Alliance (Angle, Styles y Tomko) en un combate de equipo de seis hombres. Cage y Tomko continuaron su feudo, siendo los capitanes de equipo para un combate de Lethal Lockdown match en el evento Lockdown, que se celebró el 13 de abril. En esa lucha el Team Cage (Cage, Rhino, Kevin Nash, Morgan, y Sting), derrotó al Team Tomko, (Tomko, AJ Styles Team 3D, y James Storm). Posteriormente, Cage y Rhino hicieron pareja para participar en el torneo The Deuce's Wild Tag Team Tournament por el vacante Campeonato Mundial en Parejas que se realizó en Sacrifice, sin embargo, no pudieron ganar el torneo. Cage y Rhino participaron como competidores individuales en un King of the Mountain match por el Campeonato Mundial Peso Pesado de TNA en Slammiversary, pero no pudo ganar la lucha. Cage y Rhino pasaron a hacer equipo con Styles, con quien habían hecho las paces, en un esfuerzo por luchar contra Kurt Angle, Brother Devon, y Brother Ray en un Full Mayhem metal match en Victory Road, pero fueron derrotados. En Hard Justice, Cage y Rhino derrotaron al Team 3D en una lucha de New Jersey Street. El 14 de septiembre en No Surrender, Cage estuvo involucrado en una Triple amenaza por el campeonato mundial de la TNA, luchando contra Angle y el campeón Samoa Joe, pero no pudo ganar. Luego participó en un 3-Way War match contra Styles y Booker T en Bound for Glory en octubre de 2008, lucha que ganó Booker. Christian tuvo su última lucha en TNA el 9 de noviembre de 2008, en el evento Turning Point, en la cual debía enfrentar a Booker T por el recién creado Campeonato de Leyendas. Debido a que Cage perdió esa lucha, debía unirse a la nueva alianza The Main Event Mafia. El 13 de noviembre en Impact!, Cage tuvo su última aparición antes de que su contrato expirara. Durante esa transmisión, Cage iba a ser incluido en el Main Event Mafia, pero fue atacado y herido por Kurt Angle y sus secuaces debido a que Cage planeaba regresar a la WWE.
El 10 de junio de 2012, con motivo del 10⁰ aniversario de la TNA, Christian regresó como invitado especial en el evento Slammiversary X. Fue presentado por Hulk Hogan y recibió grandes ovaciones del público presente, quienes aun le recordaban como el Instant Classic.

### World Wrestling Entertainment / WWE (2009-2021)

#### 2009-2010

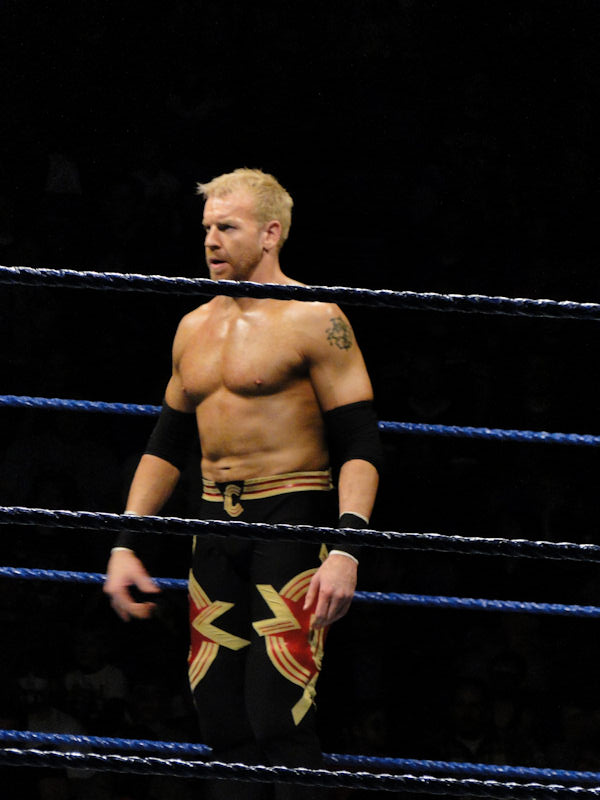
Christian en su regreso a la WWE.

Reso hizo su regreso a la World Wrestling Entertainment el 10 de febrero, bajo el nombre de Christian, durante una edición de ECW, donde derrotó al Campeón de la ECW Jack Swagger. El 24 de febrero, Christian se enfrentó a Jack Swagger por el Campeonato de la ECW pero fue derrotado. En WrestleMania XXV, participó en el Money in the Bank frente a CM Punk, Kane, Shelton Benjamin, Finlay, MVP, Mark Henry y Kofi Kingston, pero no logró ganar. Posteriormente, en Backlash, se enfrentó y derrotó a Jack Swagger, ganando el Campeonato de la ECW. Tras retener el título en Judgment Day frente a Swagger, Christian perdió el Campeonato de la ECW en Extreme Rules frente a Tommy Dreamer en un Triple Threat Hardcore match en el que también participó Swagger.
En The Bash, se enfrentó a Tommy Dreamer, Finlay, Jack Swagger y Mark Henry en un Scramble match por el Campeonato de la ECW, pero no consiguió ganar. Sin embargo, en Night of Champions Christian derrotó a Tommy Dreamer recuperando el Campeonato de la ECW. Luego tuvo un feudo con William Regal, reteniendo el título ante él en SummerSlam y en Breaking Point. Luego lo retuvo frente a Zack Ryder en el programa de la ECW. El día martes 27 de octubre lo retuvo frente a Yoshi Tatsu, pero después de la lucha fue atacado por los miembros del equipo de William Regal. En Survivor Series el Team Kingston (Kofi Kingston, MVP, Mark Henry, R-Truth & Christian) derrotó al Team Orton (Randy Orton, Ted DiBiase, Cody Rhodes, CM Punk & William Regal). Posteriormente, en TLC: Tables, Ladders & Chairs derrotó a Shelton Benjamin en un Ladder match reteniendo el Campeonato de la ECW. Después empezó un feudo con Ezekiel Jackson luego de que este ganara un combate por el Campeonato de la ECW en Royal Rumble, derrotando a Jackson en el evento y reteniendo el título. Sin embargo, el 17 de febrero de 2010, durante el último ECW on ScyFy, perdió el título ante Jackson. Luego fue cambiado a la marca RAW, debido al cierre de ECW. Participó en el Money in the Bank de WrestleMania XXVI, pero no logró ganar, siendo el ganador Jack Swagger.
Debido al Draft, fue traspasado de RAW a SmackDown!, donde participó en un torneo por el vacante Campeonato Intercontinental de la WWE ganando en la primera ronda a Cody Rhodes y perdiendo en la final ante Kofi Kingston. Participó en el SmackDown! Money in the Bank en Money in the Bank, el cual no ganó, siendo el ganador Kane. Luego de esto, comenzó una rivalidad con Alberto Del Rio, debido a que Del Rio lesionó a Rey Mysterio. Sin embargo, el feudo se canceló debido a que Christian se lesionó en el músculo pectoral y tuvo que ser operado. Durante las grabaciones de SmackDown! del 21 de septiembre de 2010 para el 24 de septiembre, se dijo que la lesión fue causada por un ataque de Del Río.

#### 2011
Hizo su regreso en el evento Elimination Chamber atacando a Alberto Del Rio, quien estaba atacando a Edge. Christian hizo su regreso a SmackDown el 4 de marzo cuando salvó a Edge de otro ataque por parte de Alberto Del Rio. El 7 de marzo en RAW, Christian hizo su regreso al ring después de una lesión, ante el novato de Alberto Del Rio en la NXT, Brodus Clay, obteniendo la victoria. Luego el 11 de marzo en SmackDown, Christian vuelve a reunirse con Edge después de 10 años de estar separados y derrotaron a Alberto Del Rio & Brodus Clay en una lucha por equipos. El 18 de marzo en Smackdown se enfrentó a Del Río en un Steel Cage Match ganando tras escapar de la jaula. En WrestleMania XXVII acompañó a Edge a su lucha con Del Río por el Campeonato Mundial Peso Pesado. La lucha la ganó Edge y luego de la lucha ambos destrozaron el Rolls Royce de Del Río. El 15 de abril, después de que se retirara Edge a causa de su lesión, Christian se clasificó para la lucha por el Campeonato Mundial Peso Pesado contra Alberto Del Rio en Extreme Rules tras ganar una Battle Royal de 20 hombres. A partir de ahí, Christian comenzó a usar el "Spear" como tributo a Edge. El 1 de mayo en el evento Christian derrotó en un Ladder Match a Alberto Del Rio quién al distraerse ante la presencia de Edge fue derribado desde lo más alto de una de las escaleras, quedando Christian como el nuevo Campeón Mundial Peso Pesado de la WWE. Pero solo dos días después, el 3 de mayo (transmitido el 6 de mayo) en Smackdown, Christian perdió el campeonato ante Randy Orton después de ser escogido como retador por parte de Teddy Long, quien dio a elegir al público de entre Mark Henry y The Great Khali
El 22 de mayo en Over the Limit, Christian fue derrotado por Orton quien retuvo el campeonato al cubrirle tras un RKO. La siguiente semana, se enfrentó a Sheamus y Mark Henry por una oportunidad por el Campeonato Mundial Peso Pesado la siguiente semana, pero fue derrotado por Sheamus. Sin embargo, fue nombrado el árbitro de la lucha por el Campeonato Mundial Peso Pesado de la WWE entre Orton y Sheamus. Después de que ganara Orton, Christian le atacó con el campeonato golpeándolo en la cabeza, cambiando a heel. La semana siguiente interfirió en la lucha sin descalificación de Orton y Sheamus golpeando a Randy con el cinturón en la nuca, haciendo que Sheamus ganara. En la edición de SmackDown del 17 de junio luchó contra Sheamus para decretar quién sería el retador número al Campeonato Mundial Peso Pesado de la WWE, ganando Christian. Sin embargo, en Capitol Punishment volvió a ser derrotado por Orton, aunque la pierna izquierda de Christian estaba debajo de la cuerda inferior. A causa de esto, se pactó una lucha entre Orton y Christian en Money in the Bank, con la condición de que si Orton era descalificado o había un arbitraje polémico, ganaría el título. En el evento, Orton fue descalificado después de aplicarle un "Low Blow", ganando el título por segunda vez. Finalmente, se pactó un último combate entre ambos, un No Holds Barred match. En SummerSlam, Christian perdió el título al ser cubierto por Orton después de un RKO en una escalera metálica. Antes del combate Christian iba a ser acompañado por Edge pero le abandono. Finalmente, terminó su feudo con Orton el 30 de agosto, donde intentó recuperar el título en SmackDown, en un Steel Cage match, pero fue derrotado. Luego de esto comenzó un feudo con Sheamus luchando en varias ocasiones en luchas en equipos. El feudo aumentó cuando Christian reclamó una oportunidad titular en Night of Champions siendo interrumpido por Sheamus y atacado por él posteriormente. El 23 de septiembre en SmackDown obtuvo una nueva oportunidad al Campeonato Mundial Peso Pesado enfrentándose al campeón Mark Henry en un Lumberjack Match siendo derrotado debido a la interferencia de Sheamus. Debido a esto tomó venganza en el RAW Super Show costándole a Sheamus la lucha por el Campeonato Intercontinental. Finalmente, ambos se enfrentaron en Hell in a Cell y en Vengeance, siendo Christian derrotado en ambos combates. Luego, iba a participar en Survivor Series, pero por una lesión tuvo que ser sacado del combate.

#### 2012

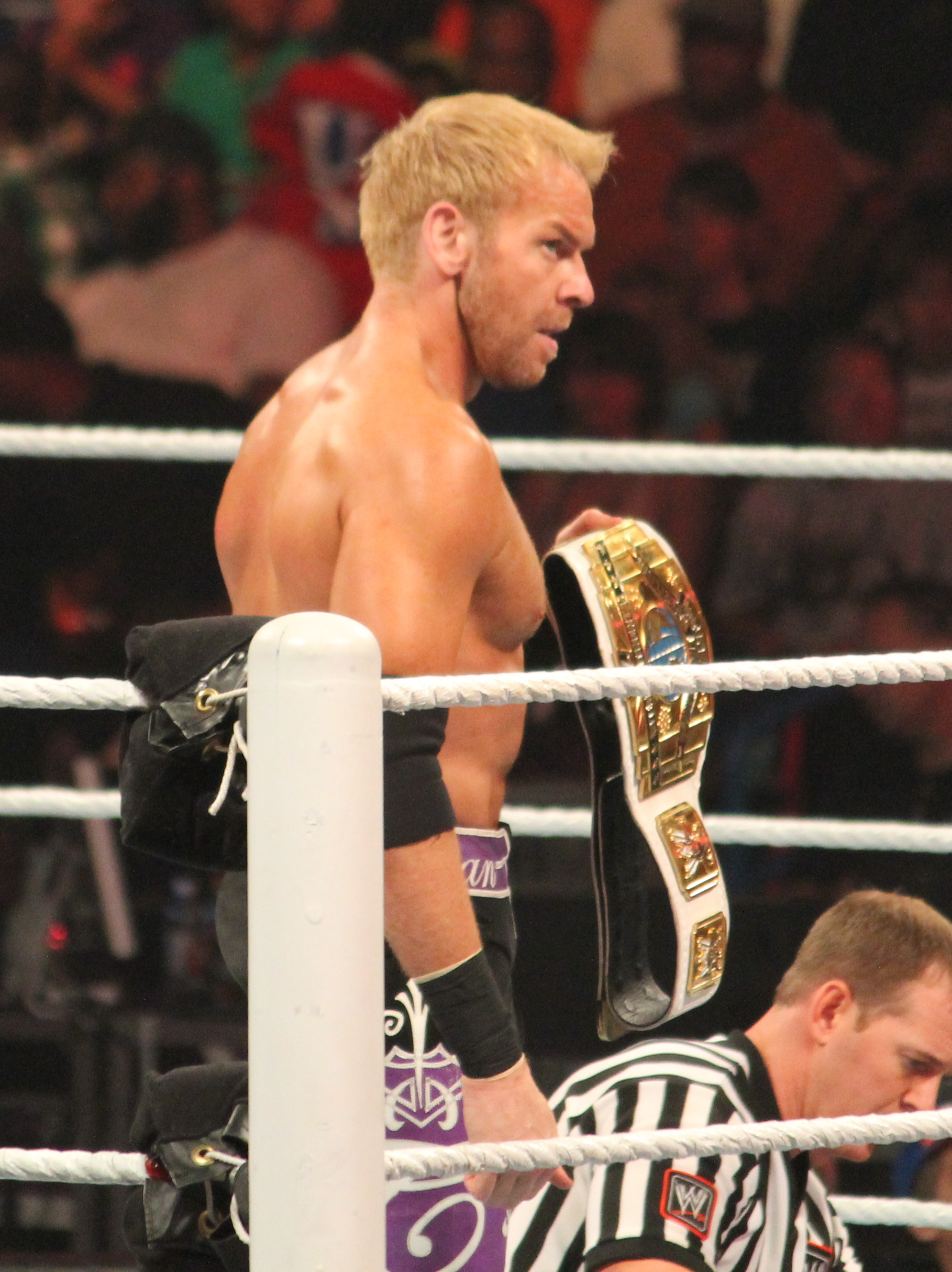
Christian como Campeón Intercontinental en 2012.

Tras su período de inactividad por lesión, hizo su regreso en Elimination Chamber, uniéndose a Mark Henry y Alberto Del Rio en su petición a John Laurinaitis para que fuera General Mánager tanto de RAW como de SmackDown. El viernes 16 de marzo en SmackDown hizo su regreso con el Peep Show y siendo añadido al equipo de John Laurinaitis en WrestleMania XXVIII. Sin embargo, en la edición de RAW el 26 de marzo, fue lesionado por CM Punk después de que le aplicara la "Anaconda Vice" dos veces, quedando nuevamente lesionado (Kayfabe) y dejándolo fuera de WrestleMania. A pesar de esto, luego presentó en el WWE Hall of Fame a Edge. En Over the Limit hizo su regresó ganando una People Power Battle Royal, lo cual le permitiría luchar por el Campeonato de los Estados Unidos de Santino Marella o por el Campeonato Intercontinental de Cody Rhodes en ese mismo evento. Finalmente eligió el Campeonato Intercontinental derrotando a Rhodes y cambiando a face. El feudo entre ellos continuó hasta el evento No Way Out, en donde Christian logró retener el Campeonato Intercontinental. El 29 de junio en SmackDown, él y el campeón de los Estados Unidos Santino Marella derrotaron a David Otunga & Cody Rhodes, clasificándose a la lucha Money in the Bank por una oportunidad al Campeonato Mundial Peso Pesado. En Money in the Bank participó en el Money in the Bank Ladder match buscando un contrato por el Campeonato Mundial Peso Pesado, pero no logró ganar. El 23 de julio en el RAW 1000th Episode, perdió el Campeonato Intercontinental ante The Miz. 4 días después en SmackDown, Christian tuvo su revancha al Título frente a The Miz, pero fue nuevamente derrotado. Sufrió una lesión en su hombro derecho y tuvo que ser llevado a operación. Apareció el 11 de septiembre (televisado el 14 de septiembre) en SmackDown en una entrevista de David Otunga y Alberto Del Rio sobre si fue necesaria la medida del General Manager Booker T sobre prohibir el uso de la "Brogue Kick" de Sheamus, al cual él respondió que sí estaba de acuerdo con la medida y siendo después interrumpido por Otunga. Tras esto se pasó los siguientes meses inactivo por una lesión y, una vez recuperado, esperando una storyline para su regreso.

#### 2013-2015
Christian hizo su regreso el 17 de junio de 2013 en RAW, derrotando a Wade Barrett. Fue uno de los participantes en el Money in the Bank All-Stars Ladder Match por el contrato que garantiza un combate por el Campeonato de WWE, pero no logró ganar siendo Randy Orton el vencedor. El 29 de julio en RAW, Christian derrotó al Campeón Mundial Peso Pesado Alberto Del Rio en una lucha no titular. El 2 de agosto en SmackDown, Christian se impuso ante Randy Orton y Rob Van Dam en una Triple Threat Match, convirtiéndose en el contendiente N.º 1 al Campeonato Mundial Peso Pesado de Alberto del Río. Tuvo su oportunidad titular en SummerSlam, pero fue derrotado por Del Río. Tras esto, sufrió una conmoción durante un house show que lo dejó inactivo. Apareció el 9 de septiembre en RAW, donde fue atacado por The Shield por órdenes de Triple H.
Después de varios meses inactivo, se anunció que Christian regresaría el 31 de enero de 2014 a Smackdown. Esa misma noche, Christian derrotó a Jack Swagger para clasificarse así para el Elimination Chamber Match por el Campeonato Mundial Peso Pesado de la WWE en Elimination Chamber. El 17 de febrero en RAW cambió a heel luego de atacar a Daniel Bryan antes su combate, pero a pesar de eso, fue derrotado por Bryan. En Elimination Chamber, eliminó a Sheamus pero fue rápidamente eliminado por Daniel Bryan. Durante Raw y SmackDown tuvo varios encuentros contra Sheamus. El 24 de marzo en RAW derrotó a Alberto Del Rio, Dolph Ziggler y Sheamus ganando una oportunidad por el Campeonato Intercontinental. Sin embargo, sufrió otra lesión que lo apartó de los rings, perdiendo su oportunidad titular y no pudiendo participar en el "André The Giant Memorial Battle Royal" de WrestleMania XXX. Durante su lesión, apareció en la mesa de los analistas de varios PPVs. En RAW del 15 de septiembre, se anunció su regreso como face, con el Peep Show trayendo como invitado a Chris Jericho en el pre-show de Night of Champions.
Durante el episodio de RAW del 29 de diciembre de 2014, Paul Heyman en compañía de Brock Lesnar interrumpen un segmento entre él y su amigo Edge quienes fueron los General Managers invitados del programa. Jerry Lawler comentarista de RAW hizo erróneamente alusión al retiro de Christian de la lucha libre en plena emisión del programa. Aunque él mismo negó haberse retirado poco después, el 27 de octubre de 2015 el perfil de Christian fue movido a la Sección Alumni, haciendo alusión a un supuesto despido debido a que su contrato como luchador expiró. Sin embargo, aún sigue trabajando en la compañía en el "The Edge & Christian Show" de WWE Network.

#### 2016-2017

##### Retiro y apariciones esporádicas
El 21 de febrero de 2016, se anunció la emisión de "The Edge & Christian Show", programa presentado por Edge y Christian a través de WWE Network. En mayo, se anunció que Christian había sido liberado de su contrato con la WWE. Sin embargo esto no afectaría a "The Edge & Christian Show" ya que Christian trabajaría como embajador de la WWE lo cual, confirmó su retiro de la lucha libre profesional.
El 22 de enero de 2018 apareció con el "Peep Show" en el especial de Raw 25, teniendo como invitados a los Campeones en parejas de Raw Seth Rollins & Jason Jordan.
El 8 de junio de 2020 de nueva cuenta aparece con el "Peep Show" para entrevistar a su gran amigo Edge para su combate contra Orton en Backlash, en ese mismo le recrimino si estaba listo o no para dar la mejor lucha de la historia, combate que así fue promocionado durante semanas, a la semana siguiente reaparece para confrontar a Orton y el mismo lo reta a una lucha sin sanciones, misma que durante el resto del programa terminaría aceptando, y finalmente, regreso a competir en un ring esa misma noche luego de casi 6 años sin hacerlo, pero duraría poco dado que una vez iniciando el combate fue atacado con golpe bajo por parte de Ric Flair y posteriormente Orton lo derrotaria con una punt kick. El 31 de enero de 2021 entró en el Royal Rumble, sorprendiendo a propios y extraños. Pese a su buena participación llegando hasta los últimos 5, fue eliminado por Seth Rollins.
El 2 de marzo de 2021, fue puesto por la WWE, como agente libre, luego que no prosperaran las negociaciones de extensión de contrato y se cayeran al día siguiente.

### All Elite Wrestling (2021-presente)

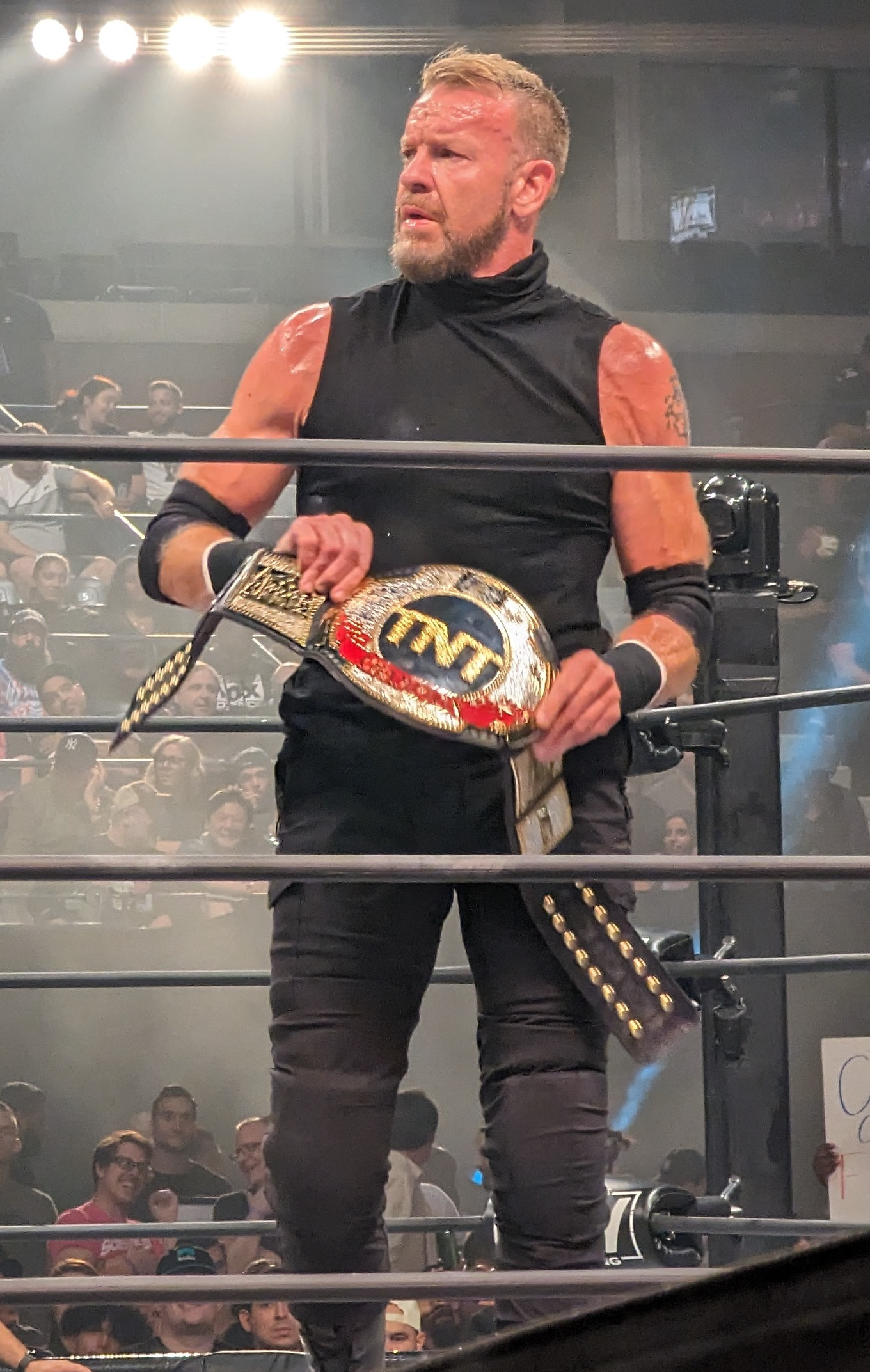
Christian Cage en AEW

El 7 de marzo de 2021 debutó en el PPV de AEW Revolution bajo el nombre de Christian Cage, siendo revelado como el luchador misterioso que firmaría con la compañía. El 31 de marzo en AEW Dynamite, después de 7 años sin actividad, Christian Cage hace su regreso al ring derrotando en una lucha a Frankie Kazarian.
Posteriormente obtuvo una serie de victorias sobre Matt Sydal, Angélico, Matt Hardy, entre otros, lo que le brindó la oportunidad de enfrentarse al multicampeón Kenny Omega, empezando así una rivalidad. El 13 de agosto, en el estreno de AEW Rampage a través de TNT, Christian Cage logró obtener el Campeonato Mundial de Impact tras derrotar en combate a Kenny Omega. El 20 de agosto en el evento Emergence, se enfrentó al retador N⁰ 1 Brian Myers, logrando retener su campeonato. El 5 de septiembre en el evento All Out (2021) Christian volvió a enfrentar a Omega, esta vez por el Campeonato Mundial de AEW, pero fue derrotado debido a la intervención de algunos miembros de The Elite. Posteriormente fue atacado por el grupo, para luego ser rescatado por Jungle Boy, Luchasaurus y Bryan Danielson.

El 3 de noviembre en AEW Dynamite, Christian regresó a la programación para retomar su feudo con Adam Cole y los Young Bucks, a quienes ataca en backstage con ayuda de Luchasaurus y Jungle Boy. El 13 de noviembre en el evento Full Gear, se enfrentaron en un Falls Count Anywhere Match, donde los faces salieron vencedores.
Durante inicios del 2022 Christian siguió respaldando a Jurassic Express, hasta que finalmente obtuvieron una oportunidad titular. El 5 de enero, Jungle Boy y Luchasaurus derrotaron a los Lucha Brothers en un episodio de Dynamite así obteniendo por primera vez el Campeonato Mundial en Parejas de AEW. El 15 de junio de 2022 durante un episodio de Dynamite, Jungle Boy y Luchasaurus perdieron sus campeonatos ante The Young Bucks, al finalizar el combate Christian atacó a Jungle Boy haciendo su turn heel (rudo). La semana siguiente Christian Cage durante una entrevista en un segmento de Dynamite expuso cosas personales de Jungle Boy, en ese momento Luchasaurus apareció para confrontar a Christian, pero éste logró ponerlo de su lado, haciendo su turn heel. Varias semanas después Jungle Boy reapareció para confrontar a Christian Cage y Luchasaurus, pero este último regresó del lado de Jungle Boy. Luego se pacto una lucha entre Jungle Boy y Christian Cage para All Out.
Finalmente el 4 de septiembre en All Out Jungle Boy se enfrentaría a Christian Cage pero durante su presentación Luchasaurus apareció para atacar a Jungle Boy aplicándole un chokeslam hacia al piso del escenario, Christian Cage terminó por aplicarle un Killswitch ganando el combate. Tras la traición de Luchasaurus el equipo se disolvió. La rivalidad se pospondría unos meses debido a una lesión de Jungle Boy. La conclusión llegaría el 3 de marzo de 2023 en AEW Revolution, donde Jungle Boy tuvo su venganza al vencer a Christian en una lucha Buried Alive. A pesar de la derrota, Christian y Luchasaurus continuaron haciendo de la suyas. Christian adoptó su nuevo Gimmick de "Padre del Año" en el que constantemente se burlaba de luchadores cuyos padres habían fallecido.
Su siguiente objetivo fue el Campeonato de TNT, el cual estaba en manos de Wardlow. Pero tras fracasar en algunos intentos, finalmente logró acabar con el reinado de Wardlow gracias a Luchasaurus en el programa AEW Collision del 17 de junio. A pesar de que Luchasaurus fue el legítimo Campeón de TNT, Christian se apoderó de aquel trofeo y lo mantuvo durante semanas, actuando como si fuera el verdadero campeón, ganándose más el repudio del público. Tras un intenso feudo con Darby Allin, el 23 de septiembre en Collision, Christian se convirtió en el legítimo Campeón de TNT, al planchar a Luchasauros en una triple amenaza, donde también participó Darby Allin, siendo más una lucha en desventaja.
Finalmente, en el evento WrestleDream del primero de octubre, Christian Cage retuvo su Campeonato ante Darby Allin en una lucha Dos de Tres Caídas. Tras un brutal combate entre ambos contendientes, parecía que Darby se llevaría la victoria, pero fue traicionado por su pupilo Nick Wayne, quien ahora se volvía Heel y se unía a Christian. Luego de un encontronazo entre Sting y Luchasaurus, los rudos estuvieron a punto de masacrar a los faces, pero repentinamente Edge, conocido ahora como Adam Copeland hacía su debut en AEW para confrontar a Christian y salvar a Darby Allin y Sting.

### Impact Wrestling (2021)
De regreso en Impact, empezaría un feudo contra el nuevo retador al título mundial Ace Austin, feudo que tuvo su clímax el 18 de septiembre en Victory Road, donde Christian retuvo su campeonato. Luego del combate, Josh Alexander saldría para desafiarlo en Bound for Glory (2021). Aprovechando su condición como Campeón de la División X, Josh usaría la Opción C para obtener una lucha titular ante Christian en Bound for Glory el 23 de octubre. Tras un gran combate, Christian pierde el campeonato, sumando un total de 71 días de reinado en Impact Wrestling.

## En combate

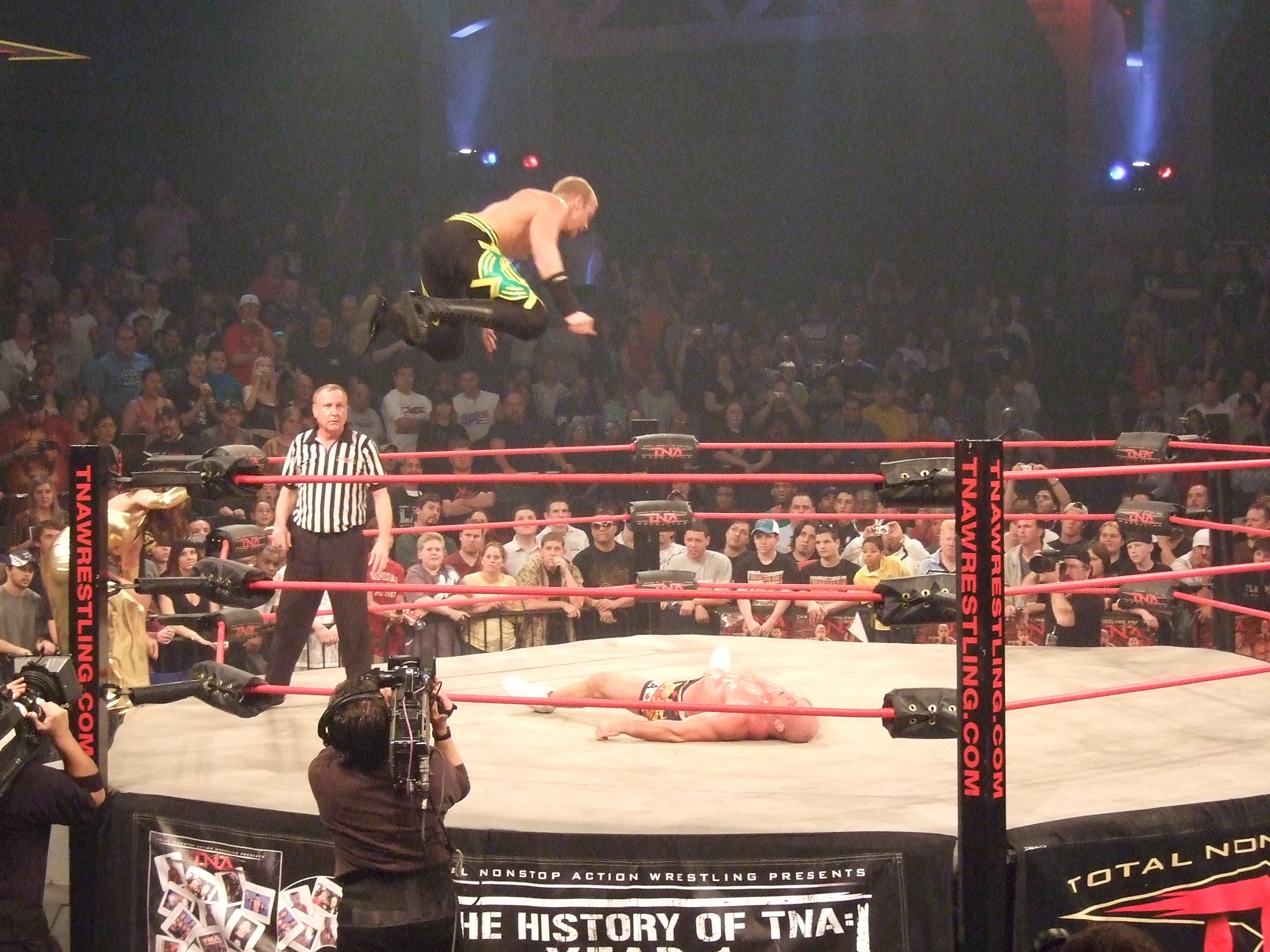
Christian aplicando un "Frog splash" a Kurt Angle.

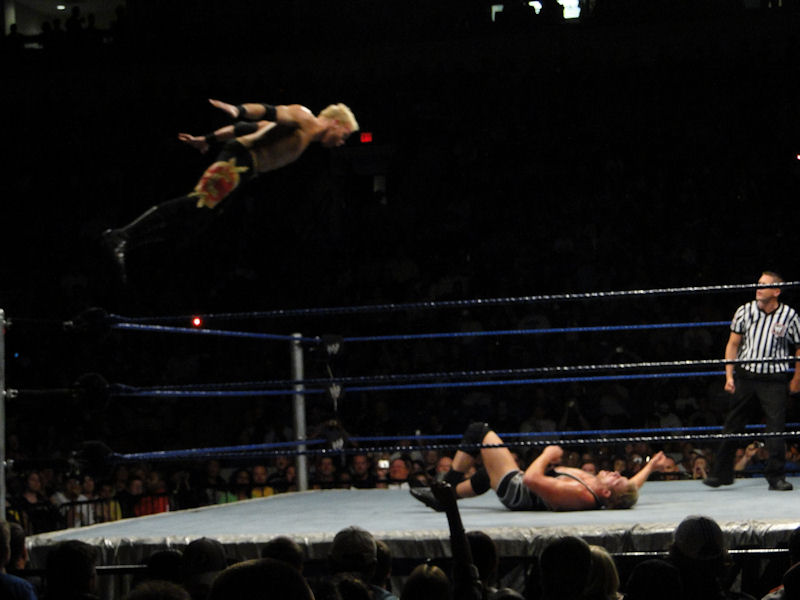
Christian aplicando un "Diving headbutt" a Jack Swagger.

- Movimientos finales
  - Killswitch[46] / Unprettier[47] / Impaler[3] (Double wristlock transicionado a un inverted double underhook facebuster, a veces desde una posición elevada)[48] – 2000-2014, 2021-presente
  - Frog splash[3] – 2005-2008, 2012-2014; en tributo a Eddie Guerrero
  - One man con–chair–to[3]
  - Spear - 2011-2013, 2021-presente; en tributo a Edge
- Movimientos de firma
  - Flashpoint[49] (Second rope diving European uppercut)[50] – 2007–2014
  - Cloverleaf[51] – 2005-2008
  - Dropkick, a veces desde una posición elevada[50]
  - Diving crossbody
  - Diving headbutt
  - Fireman's carry gutbuster[52]
  - Inverted facelock backbreaker[3]
  - Springboard hacia fuera del ring derivado en plancha[50] o corkscrew sunset flip[50] - 2009-2014
  - Pendulum kick desde fuera del turnbuckle contra un oponente cargando[50] – 2008–2014
  - Double foot middle rope choke[53]
  - Varios tipos de DDT
    - Falling inverted[3]
    - Implant[48]
    - Inverted tornado[54]
    - Tornado[55]

  - Sitout inverted suplex slam[56]
  - Flapjack[50]
- Mánagers
  - Gangrel
  - Edge
  - Stephanie McMahon
  - Terri Runnels
  - Trish Stratus
  - (Tyson) Tomko
- Apodos
  - "Creepy Little Bastard"[57]
  - "The New People's Champion"[58]
  - "Captain Charisma"[59][60]
  - "The Champ"[61]
  - "The Instant Classic"[61]
  - "The Livewire"
  - "The Showstealer"[61]
  - "Father of the Year"[62]

## Campeonatos y logros
- All Elite Wrestling
  - AEW TNT Championship (2 veces)

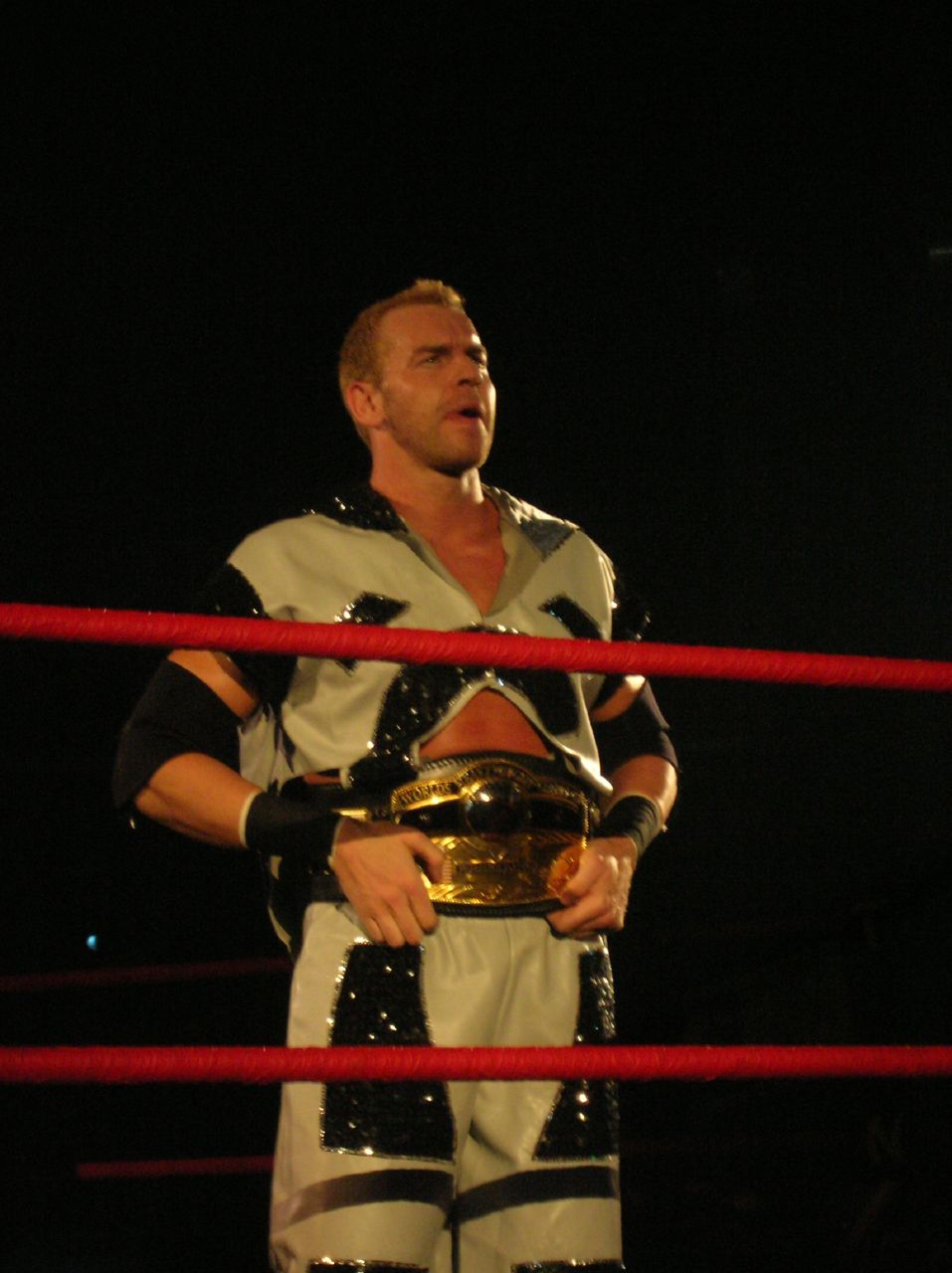
Reso como Campeón Mundial Peso Pesado de la NWA en 2006.

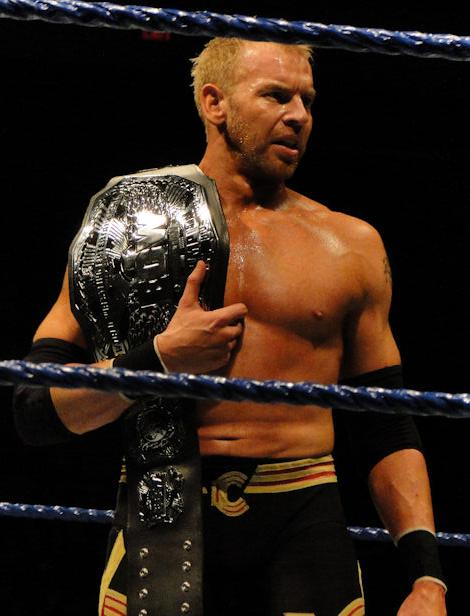
Reso como Campeón de la ECW en 2009.

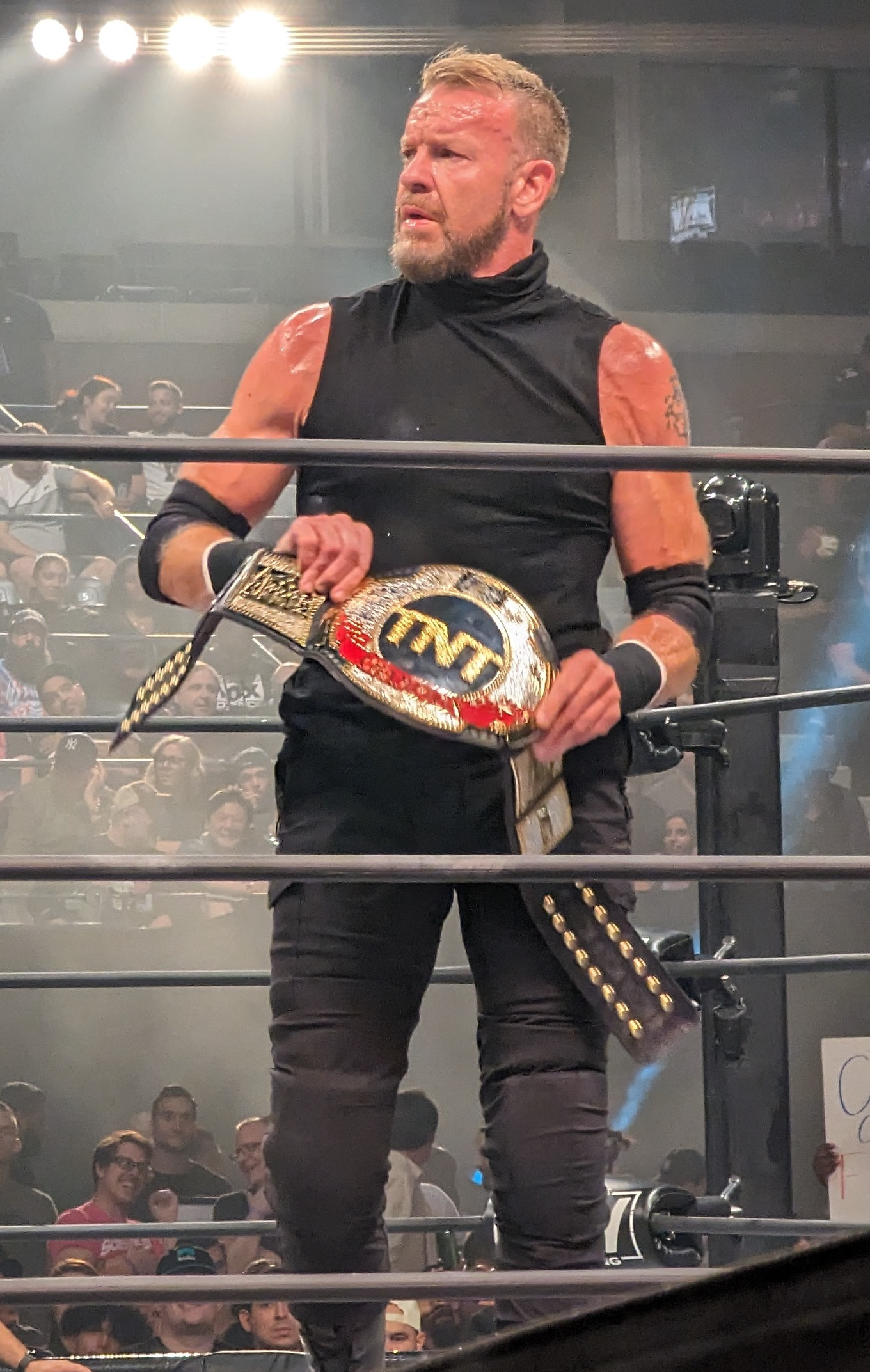
Reso como Campeón TNT de AEW en 2023.

  - AEW World Trios Championship (1 vez) – con Nick Wayne & Killswitch
- East Coast Wrestling Association
  - ECWA Heavyweight Championship (1 vez)
- Insane Championship Wrestling
  - ICW Streetfight Tag Team Championship (2 veces)[3] – con Sexton Hardcastle
- New Tokyo Pro Wrestling
  - NTPW Pro Tag Team Championship (1 vez)[63] – con Sexton Hardcastle
- Pennsylvania Championship Wrestling
  - PCW Heavyweight Championship (1 vez)[64]
- Southern States Wrestling
  - SSW Tag Team Championship (1 vez) – con Edge
- Total Nonstop Action Wrestling / Impact Wrestling 
  - Impact World Championship (1 vez)
  - NWA World Heavyweight Championship (2 veces)
  - Gauntlet for the Gold (2008 – Heavyweight)
  - TNA Year End Awards (2 veces)
    - Memorable Moment of the Year (2005)[65]
    - Who To Watch in 2006 (2005)[65]
- World Wrestling Federation / World Wrestling Entertainment / WWE
  - World Heavyweight Championship (2 veces)
  - ECW Championship (2 veces)
  - WWF European Championship (1 vez)
  - WWF Hardcore Championship (1 vez)
  - WWF/E Intercontinental Championship (4 veces)
  - WWF Light Heavyweight Championship (1 vez)
  - WWF/E World Tag Team Championship (9 veces) – con Edge (7), Lance Storm (1), Chris Jericho (1)
  - Triple Crown Championship (vigesimotercero)
  - Grand Slam Championship (decimocuarto)
- Pro Wrestling Illustrated
  - Lucha del año (2000) con Edge vs. The Dudley Boyz vs. The Hardy Boyz (WrestleMania 2000, 2 de abril)
  - Lucha del año (2001) con Edge vs. The Dudley Boyz vs. The Hardy Boyz (WrestleMania X-Seven, 1 de abril)
  - Clasificado en el puesto n.º 268 en los PWI 500 de 1997[66]
  - Clasificado en el puesto n.º 80 en los PWI 500 de 1998[67]
  - Clasificado en el puesto n.º 90 en los PWI 500 de 1999[68]
  - Clasificado en el puesto n.º 57 en los PWI 500 de 2000[69]
  - Clasificado en el puesto n.º 29 en los PWI 500 de 2001[70]
  - Clasificado en el puesto n.º 47 en los PWI 500 de 2002[71]
  - Clasificado en el puesto n.º 28 en los PWI 500 de 2003[72]
  - Clasificado en el puesto n.º 31 en los PWI 500 de 2004[73]
  - Clasificado en el puesto n.º 30 en los PWI 500 de 2005[74]
  - Clasificado en el puesto n.º 12 en los PWI 500 de 2006[75]
  - Clasificado en el puesto n.º 7 en los PWI 500 de 2007[76]
  - Clasificado en el puesto n.º 14 en los PWI 500 de 2008[77]
  - Clasificado en el puesto n.º 28 en los PWI 500 de 2009[78]
  - Clasificado en el puesto n.º 22 en los PWI 500 de 2010[79]
  - Clasificado en el puesto n.º 33 en los PWI 500 de 2011[80]
  - Clasificado en el puesto n.º 15 en los PWI 500 de 2012[81]
  - Clasificado en el puesto n.º 72 en los PWI 500 de 2013[82]
  - Clasificado en el puesto n.º 78 en los PWI 500 de 2014[83]
  - Clasificado en el puesto n.º 81 en los PWI 500 de 2022[84]
  - Clasificado en el puesto n.º 29 en los PWI 500 de 2024[85]
- Wrestling Observer Newsletter
  - WON Equipo del año (2000) con Edge
  - Situado en el Nº12 del WON Mejor pareja de la década (2000–2009), con Edge[86]
  - Situado en Nº10 del WON Mejor en entrevistas de la década (2000–2009)[86]
  - Lucha 5 estrellas (2021) con Jurassic Express (Jungle Boy & Luchasaurus) vs SuperKliq (Adam Cole & The Young Bucks) en Full Gear el 13 de noviembre

## Filmografía
| Año       | Título | Personaje | Notas                              |
| --------- | ------ | --------- | ---------------------------------- |
| 2014-2015 | Haven  | McHugh    | Personaje recurrente 5.ª Temporada |

## Otros medios
Reso ha aparecido como personaje jugable en los videojuegos WWF Attitude, WWF Royal Rumble, WWF WrestleMania 2000, WWF SmackDown!, WWF SmackDown! 2: Know Your Role, WWF SmackDown! Just Bring It, WWE SmackDown! Shut Your Mouth, WWE Crush Hour, WWE Raw, WWE WrestleMania XIX, WWE Raw 2: Ruthless Agression, WWE SmackDown! Here Comes The Pain, WWE Day Of Reckoning, WWE Survivor Series, WWE SmackDown! vs. Raw, WWE Day of Reckoning 2, WWE SmackDown! vs. Raw 2006, TNA Impact!, WWE SmackDown vs. Raw 2010, WWE SmackDown vs. Raw 2011, WWE All Stars, WWE '12, WWE '13, WWE 2K14, WWE 2K16, WWE 2K17, WWE 2K18, WWE 2K19, WWE 2K20 y AEW Fight Forever.